# SH702iS
FOMA SH702iS是一部由NEC開發、NTT DoCoMo的第三代流動電話（FOMA）通訊終端產品。

## 概要
備有安全鎖和通訊錄寄存功能，也支援（一種能在通話期間向對方發出最多10個字的短訊）。採用了有能防止別人偷窺的功能的液晶體顯示屏。為90x基礎的機種。

## 規格
- 硬件規格
  - 形式：摺疊式
  - 外部記憶體：miniSD
  - 顏色：橙、白、藍
  - 大小：闊51×高110×厚21毫米
  - 重量：114g
  - 持續通話時間：約140分鐘
  - 持續視像電話通話時間：約90分鐘
  - 持續待命時間
    - 靜止時：約500小時
    - 移動時：約400小時

  - 主液晶體顯示屏：2.1吋、QVGA240×320像素　約26萬色的TFT液晶體顯示屏
  - 副液晶體顯示屏：1.0吋、QVGA96×26像素　1色的STN液晶體顯示屏
  - 相機
    - 外側：有效約130萬像素、記錄約120萬像素的CMOS
    - 內側：有效約11萬像素、記錄約10萬像素的CMOS

## 歷史
- 2006年7月4日：D702iF、N702iS、P702iD、SH702iS、M702iG開發的發佈。
  - 2006年5月5日：獲技術基準適合証明（TELEC）通過
  - 2006年5月11日：獲電器通信端末機器審查協會（JATE）通過

## 外部連結
- NTT DoCoMo 產品介紹（日語）
- 使用者手冊（页面存档备份，存于）（英文）